# 114e Amerikaans Congres
Het 114e Amerikaans Congres was een zitting van de Congres van de Amerikaanse federale overheid. Het Amerikaans Congres bestaat uit de Amerikaanse Senaat en het Huis van Afgevaardigden. De termijn van dit Congres liep van 5 januari 2015 tot en met 3 januari 2017. Dit waren de laatste twee jaren van de tweede ambtstermijn van president Barack Obama. De verdeling van de zetels in het Huis van Afgevaardigden over de deelstaten werd gebaseerd op de volkstelling van 2010.

## Data van sessies
5 januari 2015 - 3 januari 2017
- 1e sessie: 6 januari 2015 - 18 december 2015
- 2e sessie: 4 januari 2016 - 3 januari 2017

## Verkiezing voor Voorzitter van het Huis van Afgevaardigden
Washington D.C., 6 januari 2015 - Aantal leden 435 - Absolute meerderheid 218 (stemgerechtigd: 435)
| John Boehner                                                                      | 216 | Republikein      |
| Nancy Pelosi                                                                      | 164 | Democraat        |
| Dan Webster                                                                       | 12  | Republikein      |
| overige kandidaten                                                                | 16  | diverse partijen |
| Hiermee wordt John Boehner gekozen als voorzitter van het Huis van Afgevaardigden |     |                  |

### 2e verkiezing voor voorzitter
Washington D.C., 29 oktober 2015 - Aantal leden 435 - Absolute meerderheid 218 (stemgerechtigd: 435)
| Paul Ryan                                                                      | 236 | Republikein |
| Nancy Pelosi                                                                   | 184 | Democraat   |
| Dan Webster                                                                    | 9   | Republikein |
| Hiermee wordt Paul Ryan gekozen als voorzitter van het Huis van Afgevaardigden |     |             |

## Leden van deAmerikaanse Senaat
(R) = Republikein, (D) = Democraat, (I) = Onafhankelijk  
| Staat                                                                                    | Senior senator         | Junior senator           |
| ---------------------------------------------------------------------------------------- | ---------------------- | ------------------------ |
| Alabama                                                                                  | Richard Shelby (R)     | Jeff Sessions (R)        |
| Alaska                                                                                   | Lisa Murkowski (R)     | Dan Sullivan (R)         |
| Arizona                                                                                  | John McCain (R)        | Jeff Flake (R)           |
| Arkansas                                                                                 | John Boozman (R)       | Tom Cotton (R)           |
| Californië                                                                               | Dianne Feinstein (D)   | Barbara Boxer (D)        |
| Colorado                                                                                 | Michael Bennet (D)     | Cory Gardner (R)         |
| Connecticut                                                                              | Richard Blumenthal (D) | Chris Murphy (D)         |
| Delaware                                                                                 | Tom Carper (D)         | Chris Coons (D)          |
| Florida                                                                                  | Bill Nelson (D)        | Marco Rubio (R)          |
| Georgia                                                                                  | Johnny Isakson (R)     | David Perdue (R)         |
| Hawaï                                                                                    | Brian Schatz (D)       | Mazie Hirono (D)         |
| Idaho                                                                                    | Mike Crapo (R)         | Jim Risch (R)            |
| Illinois                                                                                 | Dick Durbin (D)        | Mark Kirk (R)            |
| Indiana                                                                                  | Dan Coats (R)          | Joe Donnelly (D)         |
| Iowa                                                                                     | Chuck Grassley (R)     | Joni Ernst (R)           |
| Kansas                                                                                   | Pat Roberts (R)        | Jerry Moran (R)          |
| Kentucky                                                                                 | Mitch McConnell (R)    | Rand Paul (R)            |
| Louisiana                                                                                | David Vitter (R)       | Bill Cassidy (R)         |
| Maine                                                                                    | Susan Collins (R)      | Angus King (I)           |
| Maryland                                                                                 | Barbara Mikulski (D)   | Ben Cardin (D)           |
| Massachusetts                                                                            | Elizabeth Warren (D)   | Ed Markey (D)            |
| Michigan                                                                                 | Debbie Stabenow (D)    | Gary Peters (D)          |
| Minnesota                                                                                | Amy Klobuchar (D)      | Al Franken (D)           |
| Mississippi                                                                              | Thad Cochran (R)       | Roger Wicker (R)         |
| Missouri                                                                                 | Claire McCaskill (D)   | Roy Blunt (R)            |
| Montana                                                                                  | Jon Tester (D)         | Steve Daines (R)         |
| Nebraska                                                                                 | Deb Fischer (R)        | Ben Sasse (R)            |
| Nevada                                                                                   | Harry Reid (D)         | Dean Heller (R)          |
| New Hampshire                                                                            | Jeanne Shaheen (D)     | Kelly Ayotte (R)         |
| New Jersey                                                                               | Bob Menendez (D)       | Cory Booker (D)          |
| New Mexico                                                                               | Tom Udall (D)          | Martin Heinrich (D)      |
| New York                                                                                 | Charles Schumer (D)    | Kirsten Gillibrand (D)   |
| North Carolina                                                                           | Richard Burr (R)       | Thom Tillis (R)          |
| North Dakota                                                                             | John Hoeven (R)        | Heidi Heitkamp (D)       |
| Ohio                                                                                     | Sherrod Brown (D)      | Rob Portman (R)          |
| Oklahoma                                                                                 | Jim Inhofe (R)         | James Lankford (R)       |
| Oregon                                                                                   | Ron Wyden (D)          | Jeff Merkley (D)         |
| Pennsylvania                                                                             | Bob Casey (D)          | Pat Toomey (R)           |
| Rhode Island                                                                             | Jack Reed (D)          | Sheldon Whitehouse (D)   |
| South Carolina                                                                           | Lindsey Graham (R)     | Tim Scott (R)            |
| South Dakota                                                                             | John Thune (R)         | Mike Rounds (R)          |
| Tennessee                                                                                | Lamar Alexander (R)    | Bob Corker (R)           |
| Texas                                                                                    | John Cornyn (R)        | Ted Cruz (R)             |
| Utah                                                                                     | Orrin Hatch (R)        | Mike Lee (R)             |
| Vermont                                                                                  | Patrick Leahy (D)      | Bernie Sanders (I)       |
| Virginia                                                                                 | Mark Warner (D)        | Tim Kaine (D)            |
| Washington                                                                               | Patty Murray (D)       | Maria Cantwell (D)       |
| West Virginia                                                                            | Joe Manchin (D)        | Shelley Moore Capito (R) |
| Wisconsin                                                                                | Tammy Baldwin (D}      | Ron Johnson (R)          |
| Wyoming                                                                                  | Mike Enzi (R)          | John Barrasso (R)        |
| 44 Democraten (D), 54 Republikeinen (R) , 2 onafhankelijke (I) meerderheid bij 51 zetels |                        |                          |

* nnb: verkiezing op 4 november 2014. 

## Leden van het Huis van Afgevaardigden

### Alabama
(6 Republikeinen, 1 Democraten)
- 1. Bradley Byrne (R)
- 2. Martha Roby (R)
- 3. Mike D. Rogers (R)
- 4. Robert Aderholt (R)
- 5. Mo Brooks (R)
- 6. Gary Palmer (R)
- 7. Terri Sewell (D)

### Alaska
(1 Republikein)
- "At-large". Don Young (R)

### Arizona
(5 Republikeinen, 4 Democraten)
- 1. Ann Kirkpatrick (D)
- 2. Martha McSally (R)
- 3. Raúl Grijalva (D)
- 4. Paul Gosar (R)
- 5. Matt Salmon (R)
- 6. David Schweikert (R)
- 7. Ruben Gallego (D)
- 8. Trent Franks (R)
- 9. Kyrsten Sinema (D)

### Arkansas
(4 Republikeinen)
- 1. Rick Crawford (R)
- 2. French Hill (R)
- 3. Steve Womack (R)
- 4. Bruce Westerman (R)

### Californië
(39 Democraten, 14 Republikeinen)
- 1. Doug LaMalfa (R)
- 2. Jared Huffman (D)
- 3. John Garamendi (D)
- 4. Tom McClintock (R)
- 5. Mike Thompson (D)
- 6. Doris Matsui (D)
- 7. Ami Bera (D)
- 8. Paul Cook (R)
- 9. Jerry McNerney (D)
- 10. Jeff Denham (R)
- 11. Mark DeSaulnier (D)
- 12. Nancy Pelosi (D)
- 13. Barbara Lee (D)
- 14. Jackie Speier (D)
- 15. Eric Swalwell (D)
- 16. Jim Costa (D)
- 17. Mike Honda (D)
- 18. Anna Eshoo (D)
- 19. Zoe Lofgren (D)
- 20. Sam Farr (D)
- 21. David Valadao (R)
- 22. Devin Nunes (R)
- 23. Kevin McCarthy (R)
- 24. Lois Capps (D)
- 25. Steve Knight (R)
- 26. Julia Brownley (D)
- 27. Judy Chu (D)
- 28. Adam Schiff (D)
- 29. Tony Cardenas (D)
- 30. Brad Sherman (D)
- 31. Pete Aguilar (D)
- 32. Grace Napolitano (D)
- 33. Ted Lieu (D)
- 34. Xavier Becerra (D)
- 35. Norma Torres (D)
- 36. Raul Ruiz (D)
- 37. Karen Bass (D)
- 38. Linda Sánchez (D)
- 39. Ed Royce (R)
- 40. Lucille Roybal-Allard (D)
- 41. Mark Takano (D)
- 42. Ken Calvert (R)
- 43. Maxine Waters (D)
- 44. Janice Hahn (D)
- 45. Mimi Walters (R)
- 46. Loretta Sanchez (D)
- 47. Alan Lowenthal (D)
- 48. Dana Rohrabacher (R)
- 49. Darrell Issa (R)
- 50. Duncan D. Hunter (R)
- 51. Juan Vargas (D)
- 52. Scott Peters (D)
- 53. Susan Davis (D)

### Colorado
(4 Republikeinen, 3 Democraten)
- 1. Diana DeGette (D)
- 2. Jared Polis (D)
- 3. Scott Tipton (R)
- 4. Ken Buck (R)
- 5. Doug Lamborn (R)
- 6. Mike Coffman (R)
- 7. Ed Perlmutter (D)

### Connecticut
(5 Democraten)
- 1. John Larson (D)
- 2. Joe Courtney (D)
- 3. Rosa DeLauro (D)
- 4. Jim Himes (D)
- 5. Elizabeth Esty (D)

### Delaware
(1 Democraten)
- "At-large". John C. Carney, Jr. (D)

### Florida
(17 Republikeinen, 10 Democraten)
- 1. Jeff Miller (R)
- 2. Gwen Graham (D)
- 3. Ted Yoho (R)
- 4. Ander Crenshaw (R)
- 5. Corrine Brown (D)
- 6. Ron DeSantis (R)
- 7. John Mica (R)
- 8. Bill Posey (R)
- 9. Alan Grayson (D)
- 10. Daniel Webster (R)
- 11. Rich Nugent (R)
- 12. Gus Bilirakis (R)
- 13. David Jolly (R)
- 14. Kathy Castor (D)
- 15. Dennis Ross (R)
- 16. Vern Buchanan (R)
- 17. Tom Rooney (R)
- 18. Patrick Murphy (D)
- 19. Curt Clawson (R)
- 20. Alcee Hastings (D)
- 21. Ted Deutch (D)
- 22. Lois Frankel (D)
- 23. Debbie Wasserman Schultz (D)
- 24. Frederica Wilson (D)
- 25. Mario Diaz-Balart (R)
- 26. Carlos Curbelo (R)
- 27. Ileana Ros-Lehtinen (R)

### Georgia
(10 Republikeinen, 4 Democraten)
- 1. Buddy Carter (R)
- 2. Sanford Bishop (D)
- 3. Lynn Westmoreland (R)
- 4. Hank Johnson (D)
- 5. John Lewis (D)
- 6. Tom Price (R)
- 7. Rob Woodall (R)
- 8. Austin Scott (R)
- 9. Doug Collins (R)
- 10. Jody Hice (R)
- 11. Barry Loudermilk (R)
- 12. Rick Allen (R)
- 13. David Scott (D)
- 14. Tom Graves (R)

### Hawaï
(2 Democraten)
- 1. Mark Takai (D)
- 2. Tulsi Gabbard (D)

### Idaho
(2 Republikeinen)
- 1. Raúl Labrador (R)
- 2. Mike Simpson (R)

### Illinois
(10 Democraten, 8 Republikeinen)
- 1. Bobby Rush (D)
- 2. Robin Kelly (D)
- 3. Dan Lipinski (D)
- 4. Luis Gutiérrez (D)
- 5. Michael Quigley (D)
- 6. Peter Roskam (R)
- 7. Danny K. Davis (D)
- 8. Tammy Duckworth (D)
- 9. Jan Schakowsky (D)
- 10. Robert Dold (R)
- 11. Bill Foster (D)
- 12. Mike Bost (R)
- 13. Rodney Davis (R)
- 14. Randy Hultgren (R)
- 15. John Shimkus (R)
- 16. Adam Kinzinger (R)
- 17. Cheri Bustos (D)
- 18. Aaron Schock (R), tot 21 maart 2015
  - Darin LaHood (R), vanaf 10 september 2015

### Indiana
(7 Republikeinen, 2 Democraten)
- 1. Pete Visclosky (D)
- 2. Jackie Walorski (R)
- 3. Marlin Stutzman (R)
- 4. Todd Rokita (R)
- 5. Susan Brooks (R)
- 6. Luke Messer (R)
- 7. André Carson (D)
- 8. Larry Bucshon (R)
- 9. Todd Young (R)

### Iowa
(3 Republikeinen, 1 Democraat)
- 1. Rod Blum (R)
- 2. David Loebsack (D)
- 3. David Young (R)
- 4. Steve King (R)

### Kansas
(4 Republikeinen)
- 1. Tim Huelskamp (R)
- 2. Lynn Jenkins (R)
- 3. Kevin Yoder (R)
- 4. Mike Pompeo (R)

### Kentucky
(5 Republikeinen, 1 Democraat)
- 1. Ed Whitfield (R)
- 2. Brett Guthrie (R)
- 3. John Yarmuth (D)
- 4. Thomas Massie (R)
- 5. Hal Rogers (R)
- 6. Andy Barr (R)

### Louisiana
(5 Republikeinen, 1 Democraat)
- 1. Steve Scalise (R)
- 2. Cedric Richmond (D)
- 3. Charles Boustany (R)
- 4. John C. Fleming (R)
- 5. Ralph Abraham (R)
- 6. Garret Graves (R)

### Maine
(1 Democraat, 1 Republikein)
- 1. Chellie Pingree (D)
- 2. Bruce Poliquin (R)

### Maryland
(7 Democraten, 1 Republikein)
- 1. Andy Harris (R)
- 2. Dutch Ruppersberger (D)
- 3. John Sarbanes (D)
- 4. Donna Edwards (D)
- 5. Steny Hoyer (D)
- 6. John K. Delaney (D)
- 7. Elijah Cummings (D)
- 8. Chris Van Hollen (D)

### Massachusetts
(9 Democraten)
- 1. Richard Neal (D)
- 2. Jim McGovern (D)
- 3. Niki Tsongas (D)
- 4. Joseph Patrick Kennedy III (D)
- 5. Katherine Clark (D)
- 6. Seth Moulton (D)
- 7. Mike Capuano (D)
- 8. Stephen Lynch (D)
- 9. William Keating (D)

### Michigan
(9 Republikeinen, 5 Democraten)
- 1. Dan Benishek (R)
- 2. Bill Huizenga (R)
- 3. Justin Amash (R)
- 4. John Moolenaar (R)
- 5. Dan Kildee (D)
- 6. Fred Upton (R)
- 7. Tim Walberg (R)
- 8. Mike Bishop (R)
- 9. Sander Levin (D)
- 10. Candice Miller (R)
- 11. Dave Trott (R)
- 12. Debbie Dingell (D)
- 13. John Conyers (D)
- 14. Brenda Lawrence (D)

### Minnesota
(5 Democraten, 3 Republikeinen)
- 1. Tim Walz (D)
- 2. John Kline (R)
- 3. Erik Paulsen (R)
- 4. Betty McCollum (D)
- 5. Keith Ellison (D)
- 6. Tom Emmer (R)
- 7. Collin Peterson (D)
- 8. Rick Nolan (D)

### Mississippi
(3 Republikeinen, 1 Democraat)
- 1. Alan Nunnelee (R), tot 6 februari 2015
  - Trent Kelly (R), vanaf 2 juni 2015
- 2. Bennie Thompson (D)
- 3. Gregg Harper (R)
- 4. Steven Palazzo (R)

### Missouri
(6 Republikeinen, 2 Democraten)
- 1. William Lacy Clay, Jr. (D)
- 2. Ann Wagner (R)
- 3. Blaine Luetkemeyer (R)
- 4. Vicky Hartzler (R)
- 5. Emanuel Cleaver (D)
- 6. Sam Graves (R)
- 7. Billy Long (R)
- 8. Jason T. Smith (R)

### Montana
(1 Republikein)
- "At-large". Ryan Zinke (R)

### Nebraska
(2 Republikeinen, 1 Democraat)
- 1. Jeff Fortenberry (R)
- 2. Brad Ashford (D)
- 3. Adrian Smith (R)

### Nevada
(3 Republikeinen, 1 Democraat)
- 1. Dina Titus (D)
- 2. Mark Amodei (R)
- 3. Joe Heck (R)
- 4. Cresent Hardy (R)

### New Hampshire
(1 Democraat, 1 Republikein)
- 1. Frank Guinta (R)
- 2. Ann McLane Kuster (D)

### New Jersey
(6 Democraten, 6 Republikeinen)
- 1. Donald Norcross (D)
- 2. Frank LoBiondo (R)
- 3. Tom MacArthur (R)
- 4. Chris Smith (R)
- 5. Scott Garrett (R)
- 6. Frank Pallone (D)
- 7. Leonard Lance (R)
- 8. Albio Sires (D)
- 9. Bill Pascrell (D)
- 10. Donald Payne, Jr. (D)
- 11. Rodney Frelinghuysen (R)
- 12. Bonnie Watson Coleman (D)

### New Mexico
(2 Democraten, 1 Republikein)
- 1. Michelle Lujan Grisham (D)
- 2. Steve Pearce (R)
- 3. Ben R. Luján (D)

### New York
(18 Democraten, 9 Republikeinen)
- 1. Lee Zeldin (R)
- 2. Peter T. King (R)
- 3. Steve Israel (D)
- 4. Kathleen Rice (D)
- 5. Gregory Meeks (D)
- 6. Grace Meng (D)
- 7. Nydia Velázquez (D)
- 8. Hakeem Jeffries (D)
- 9. Yvette Clarke (D)
- 10. Jerrold Nadler (D)
- 11. Michael Grimm (R), tot 5 januari 2015
  - Dan Donovan (R), vanaf 5 mei 2015
- 12. Carolyn B. Maloney (D)
- 13. Charles B. Rangel (D)
- 14. Joseph Crowley (D)
- 15. José Serrano (D)
- 16. Eliot Engel (D)
- 17. Nita Lowey (D)
- 18. Sean Patrick Maloney (D)
- 19. Chris Gibson (R)
- 20. Paul Tonko (D)
- 21. Elise Stefanik (R)
- 22. Richard Hanna (R)
- 23. Tom Reed (R)
- 24. John Katko (R)
- 25. Louise Slaughter (D)
- 26. Brian Higgins (D)
- 27. Chris Collins (R)

### North Carolina
(10 Republikeinen, 3 Democraten)
- 1. G. K. Butterfield (D)
- 2. Renee Ellmers (R)
- 3. Walter B. Jones (R)
- 4. David Price (D)
- 5. Virginia Foxx (R)
- 6. Mark Walker (R)
- 7. David Rouzer (R)
- 8. Richard Hudson (R)
- 9. Robert Pittenger (R)
- 10. Patrick McHenry (R)
- 11. Mark Meadows (R)
- 12. Alma Adams (D)
- 13. George Holding (R)

### North Dakota
(1 Republikein)
- "At-large". Kevin Cramer (R)

### Ohio
(12 Republikeinen, 4 Democraten)
- 1. Steve Chabot (R)
- 2. Brad Wenstrup (R)
- 3. Joyce Beatty (D)
- 4. Jim Jordan (R)
- 5. Bob Latta (R)
- 6. Bill Johnson (R)
- 7. Bob Gibbs (R)
- 8. John Boehner (R), tot 31 oktober 2015
  - Warren Davidson (R), vanaf 7 juni 2016
- 9. Marcy Kaptur (D)
- 10. Mike Turner (R)
- 11. Marcia Fudge (D)
- 12. Pat Tiberi (R)
- 13. Tim Ryan (D)
- 14. David Joyce (R)
- 15. Steve Stivers (R)
- 16. Jim Renacci (R)

### Oklahoma
(5 Republikeinen)
- 1. Jim Bridenstine (R)
- 2. Markwayne Mullin (R)
- 3. Frank Lucas (R)
- 4. Tom Cole (R)
- 5. Steve Russell (R)

### Oregon
(4 Democraten, 1 Republikein)
- 1. Suzanne Bonamici (D)
- 2. Greg Walden (R)
- 3. Earl Blumenauer (D)
- 4. Peter DeFazio (D)
- 5. Kurt Schrader (D)

### Pennsylvania
(13 Republikeinen, 5 Democraten)
- 1. Bob Brady (D)
- 2. Chaka Fattah (D), tot 23 juni 2016
  - Vacant
- 3. Mike Kelly (R)
- 4. Scott Perry (R)
- 5. Glenn Thompson (R)
- 6. Ryan Costello (R)
- 7. Pat Meehan (R)
- 8. Mike Fitzpatrick (R)
- 9. Bill Shuster (R)
- 10. Tom Marino (R)
- 11. Lou Barletta (R)
- 12. Keith Rothfus (R)
- 13. Brendan Boyle (D)
- 14. Michael F. Doyle (D)
- 15. Charlie Dent (R)
- 16. Joseph R. Pitts (R)
- 17. Matt Cartwright (D)
- 18. Tim Murphy (R)

### Rhode Island
(2 Democraten)
- 1. David Cicilline (D)
- 2. James Langevin (D)

### Tennessee
(7 Republikeinen, 2 Democraten)
- 1. Phil Roe (R)
- 2. Jimmy Duncan (R)
- 3. Chuck Fleischmann (R)
- 4. Scott DesJarlais (R)
- 5. Jim Cooper (D)
- 6. Diane Black (R)
- 7. Marsha Blackburn (R)
- 8. Stephen Fincher (R)
- 9. Steve Cohen (D)

### Texas
(25 Republikeinen, 11 Democraten)
- 1. Louie Gohmert (R)
- 2. Ted Poe (R)
- 3. Sam Johnson (R)
- 4. John Ratcliffe (R)
- 5. Jeb Hensarling (R)
- 6. Joe Barton (R)
- 7. John Culberson (R)
- 8. Kevin Brady (R)
- 9. Al Green (D)
- 10. Michael McCaul (R)
- 11. Mike Conaway (R)
- 12. Kay Granger (R)
- 13. Mac Thornberry (R)
- 14. Randy Weber (R)
- 15. Rubén Hinojosa (D)
- 16. Beto O'Rourke (D)
- 17. Bill Flores (R)
- 18. Sheila Jackson Lee (D)
- 19. Randy Neugebauer (R)
- 20. Joaquín Castro (D)
- 21. Lamar S. Smith (R)
- 22. Pete Olson (R)
- 23. Will Hurd (R)
- 24. Kenny Marchant (R)
- 25. Roger Williams (R)
- 26. Michael C. Burgess (R)
- 27. Blake Farenthold (R)
- 28. Henry Cuellar (D)
- 29. Gene Green (D)
- 30. Eddie Bernice Johnson (D)
- 31. John Carter (R)
- 32. Pete Sessions (R)
- 33. Marc Veasey (D)
- 34. Filemon Vela (D)
- 35. Lloyd Doggett (D)
- 36. Brian Babin (R)

### Utah
(4 Republikeinen)
- 1. Rob Bishop (R)
- 2. Chris Stewart (R)
- 3. Jason Chaffetz (R)
- 4. Mia Love (R)

### South Carolina
(6 Republikeinen, 1 Democraten)
- 1. Mark Sanford (R)
- 2. Joe Wilson (R)
- 3. Jeff Duncan (R)
- 4. Trey Gowdy (R)
- 5. Mick Mulvaney (R)
- 6. Jim Clyburn (D)
- 7. Tom Rice (R)

### South Dakota
(1 Republikein)
- "At-large". Kristi Noem (R)

### Vermont
(1 Democraten)
- "At-large". Peter Welch (D)

### Virginia
(8 Republikeinen, 3 Democraten)
- 1. Rob Wittman (R)
- 2. Scott Rigell (R)
- 3. Bobby Scott (D)
- 4. Randy Forbes (R)
- 5. Robert Hurt (R)
- 6. Bob Goodlatte (R)
- 7. Dave Brat (R)
- 8. Don Beyer (D)
- 9. Morgan Griffith (R)
- 10. Barbara Comstock (R)
- 11. Gerry Connolly (D)

### Washington
(6 Democraten, 4 Republikeinen)
- 1. Suzan DelBene (D)
- 2. Rick Larsen (D)
- 3. Jaime Herrera Beutler (R)
- 4. Dan Newhouse (R)
- 5. Cathy McMorris Rodgers (R)
- 6. Derek Kilmer (D)
- 7. Jim McDermott (D)
- 8. Dave Reichert (R)
- 9. Adam Smith (D)
- 10. Dennis Heck (D)

### West Virginia
(3 Republikeinen)
- 1. David McKinley (R)
- 2. Alex Mooney (R)
- 3. Evan Jenkins (R)

### Wisconsin
(5 Republikeinen, 3 Democraten)
- 1. Paul Ryan (R)
- 2. Mark Pocan (D)
- 3. Ron Kind (D)
- 4. Gwen Moore (D)
- 5. Jim Sensenbrenner (R)
- 6. Glenn Grothman (R)
- 7. Sean Duffy (R)
- 8. Reid Ribble (R)

### Wyoming
(1 Republikein)
- "At-large". Cynthia Lummis (R)

### Leden zonder stemrecht
(4 Democraten, 1 Republikein, 1 D/PNP)
- Amata Coleman Radewagen (R, Amerikaans-Samoa)
- Eleanor Holmes Norton (D, Washington D.C.)
- Madeleine Bordallo (D, Guam)
- Gregorio Sablan (D, Noordelijke Marianen)
- Pedro Pierluisi (D, Puerto Rico)
- Stacey Plaskett (D. Amerikaanse Maagdeneilanden)